# داء المتحولات الثنائية
داء المتحولات الثنائية حالة طبية تسببها العدوى بطفيلي المتحولة الثنائية الهشة، وهو طفيلي أحادي الخلية يصيب الجهاز الهضمي السفلي للبشر. هذه العدوى من الأسباب المهمة لإسهال المسافرين، وآلام البطن المزمنة، والتعب المزمن، وفشل النمو عند الأطفال.

## العلامات والأعراض
تشمل الأعراض الأكثر شيوعًا التي أُبلغ عنها عند الإصابة بالمتحولة الثنائية الهشة الألم البطني (69%) والإسهال (61%). يمكن أن يكون الإسهال متقطعًا أو لا يكون موجودًا. غالبًا ما يكون الإسهال مزمنًا، ويستمر أكثر من أسبوعين. تختلف شدة الأعراض، فقد تحدث العدوى دون ظهور أعراض، وقد تكون الأعراض شديدة، ويمكن أن يحدث فقدان الوزن والتقيؤ والحمى وإصابة الأعضاء الأخرى في الجهاز الهضمي.
قد تكون الأعراض أشد عند الأطفال. من الأعراض الأخرى المبلغ عنها:
1. فقدان الوزن
2. التعب
3. الغثيان والتقيؤ
4. الحمى
5. الشرى (طفح جلدي)
6. الحكة
7. الالتهاب الصفراوي

## العامل المسبب

### التنوع الجيني
بسبب وجود الكثير من الأفراد الذين يحملون طفيلي المتحولة الثنائية الهشة دون أعراض الإصابة بالمرض، اقتُرح وجود متحولات (أنماط) مُمْرضة وأخرى غير ممرضة. وجدت دراسة لطفيليات المتحولة الثنائية الهشة المعزولة من 60 فردًا يعانون من عدوى مصحوبة بأعراض في سيدني، أستراليا، أنهم جميعًا مصابون بنفس النمط الجيني، وهو الأكثر شيوعًا في العالم، ولكنه يختلف عن النمط الجيني الموصوف أول مرة لطفيلي معزول في أمريكا الشمالية وكُشف نفسه لاحقًا في أوروبا.

### انتقال المرض
من المعروف أن الكائنات الحية المشابهة للمتحولة الثنائية الهشة تنتج أكياسًا في إحدى مراحل حياتها، وتكون هذه الأكياس قادرة على البقاء خارج المضيف ما يسهل إصابة مضيفين جدد. لكن الطريقة الدقيقة التي ينتقل بها الطفيلي غير معروفة بعد، لأن الطفيلي الحي غير قادر على البقاء خارج مضيفه البشري لأكثر من بضع ساعات بعد الإطراح، ولم تُكتشف مرحلة الأكياس لديه.
أشارت النظريات المبكرة التي تناولت انتقال العدوى إلى أن طفيلي المتحولة الثنائية الهشة غير قادر على إنتاج الأكياس ضمن البشر المصابين، ولكنه ينتج الأكياس في حيوان ما، وهذا الحيوان هو المسؤول عن نشر الطفيلي. ولكن هذا الحيوان لم يُكتشف على الإطلاق. اقترحت نظرية لاحقة أن الطفيلي الحي ينتقل عن طريق الديدان الدبوسية، ما يوفر الحماية للطفيلي خارج المضيف. وكُشف عن الحمض النووي للطفيلي في البيض معقم السطح لدودة السرمية الدودية، ما يشير إلى أن هذه الديدان تؤوي الطفيلي. أثبت الابتلاع التجريبي لبيض الديدان الدبوسية العدوى في اثنين من الباحثين. وأفادت الكثير من الدراسات عن ارتفاع معدلات العدوى المترافقة بالديدان الطفيلية. ومع ذلك، فشلت دراسة حديثة في إظهار أي ارتباط بين عدوى المتحولة الثنائية الهشة وعدوى الديدان الدبوسية. تنتقل الطفيليات المشابهة للمتحولة الثنائية الهشة عن طريق استهلاك الماء أو الطعام الملوث بالبراز. المعدل المرتفع (40%) للعدوى المترافقة مع عدوى الأوليات الأخرى المبلغ عنها في مستشفى سانت فنسنت في سيدني، أستراليا، يشير إلى أن الطريق البرازي الفموي هو طريق انتقال العدوى.

## التشخيص
عادة ما يوضع التشخيص من خلال أخذ عينات براز متعددة لفحصها من قبل اختصاصي الطفيليات في إجراء يعرف باسم فحص البويضات والطفيليات. يُظهر نحو 30% من الأطفال المصابين بعدوى المتحولة الثنائية الهشة فرط الحمضات في الدم المحيطي.
يجب فحص ما لا يقل عن ثلاث عينات براز تُثبّت على الفور في مثبت كحول البولي فينيل، أو مثبت أسيتات الصوديوم-حمض الخليك-فورمالين، أو مثبت شودين، لأن الكائنات الأولية تكون قابلة للكشف شكليًا لمدة قصيرة فقط. تُصبغ العينات، بغض النظر عن ثباتها، بصبغة دائمة قبل الفحص المجهري باستخدام عدسة الغمر بالزيت. قد يظل المرض مبهمًا إذا لم تُتبع هذه التوصيات بسبب عدم وجود الأكياس.
كُشفت الأتاريف في عينات البراز المتماسك، لذا يجب إجراء فحص البويضات والطفيليات أيضًا على عينات البراز غير السائل أو الرخو. يوفر تحليل تجزئة الحمض النووي حساسية ونوعية ممتازتين عند مقارنته بالفحص المجهري للكشف عن المتحولة الثنائية الهشة ويجب استخدام كلتا الطريقتين في المختبرات المزودة باختبارات تفاعل البوليميراز المتسلسل. طريقة الكشف الأكثر حساسية هي زرع الطفيلي، ويتطلب وسط الزرع إضافة نشاء الرز.
طُور جسم مضاد خاص لكشف الطفيلي بالتألق المناعي غير المباشر باستخدام عينات البراز المثبتة.
1. درس أحد الباحثين ظاهرة الانتكاس العرضي بعد علاج العدوى بالمتحولة الثنائية الهشة بالتزامن مع اختفائها الظاهري من عينات البراز. في مثل هذه الحالات، يمكن كشف الطفيلي لدى المرضى من خلال تنظير القولون أو فحص عينات البراز المأخوذة بعد إعطاء ملين ملحي. [11]
2. وجدت دراسة أن طريقة الصبغة ثلاثية الألوان، وهي طريقة تقليدية لكشف الأحياء الدقيقة، حساسة بنسبة 36% (9/25) عند مقارنتها بزرع البراز. [12]
3. وجدت دراسة أخرى أن حساسية التلوين 50% (2/4)، وأنه يمكن زرع الكائن الحي بنجاح في عينات البراز حتى 12 ساعة بعد جمعها والاحتفاظ بها في درجة حرارة الغرفة.[13]

## العلاج
يجب أيضًا استبعاد العدوى المصاحبة بالدودة الدبوسية، على الرغم من عدم إثبات الارتباط. أُبلغ عن نجاح العلاج باستخدام يودوكينول ودوكسيسيكلين وميترونيدازول وباروموميسين وسيكنيدازول. في حال مقاومة العلاج، يجب استخدام العلاج المركب للقضاء على الطفيلي. يجب فحص جميع الأشخاص الذين يعيشون في نفس المسكن للتحري عن المتحولة الثنائية الهشة، لأن الناقلين الذين لا تظهر عليهم أعراض يشكلون مصدرًا للعدوى المتكررة. بارومومايسين هو وسيلة وقائية فعالة للمسافرين الذين سيواجهون سوءًا في الصرف الصحي ومياه الشرب غير الآمنة.

## الوبائيات
تزداد معدلات الإصابة في ظروف الازدحام وسوء الصرف الصحي، وتكون أعلى بين الأفراد العسكريين وفي المؤسسات العقلية. لم يظهر بعد الانتشار الحقيقي للمرض، لأن معظم المختبرات لا تستخدم تقنيات كافية لكشف الطفيلي. كشفت دراسة أسترالية عن وجود عدد كبير من المرضى، الذين اعتُبروا مصابين بمتلازمة القولون العصبي، وهم مصابون فعليًا بعدوى المتحولة الثنائية الهشة.
على الرغم من وصف المتحولة الثنائية الهشة بأنها عدوى «غامضة المنشأ»، فقد أصبحت واحدة من أكثر أنواع العدوى المعدية المعوية انتشارًا في البلدان الصناعية، وخاصة بين الأطفال والشباب. أفادت دراسة كندية أن معدل انتشار بلغ نحو 10% عند الأولاد والبنات الذين تتراوح أعمارهم بين 11-15 سنة، ونحو 11.5% لدى الأفراد الذين تتراوح أعمارهم بين 16-20، ونحو 0.3-1.9% لدى الأفراد فوق سن 20.

## التاريخ
أفاد علماء الأحياء الدقيقة الأوائل بأن الطفيلي الحي لا يسبب المرض، على الرغم من أن ستة من الأفراد السبعة الذين عُزل منهم الطفيلي كانوا يعانون من أعراض الزحار. وخلص تقريرهم، الذي نُشر في عام 1918، إلى أن الطفيلي الحي لا يسبب المرض لأنه تغذى على الجراثيم في وسط الزرع، ولكن لا يبدو أنه يبتلع خلايا الدم الحمراء، مثلما هي الحال في المتحولة الأكثر شهرة المسببة للأمراض في ذلك الوقت، وهي المتحولة الحالة للنسج. مازال ذلك التقرير الأولي مؤثرًا على الأطباء الذين يترددون في تشخيص المرض حتى اليوم.